# Eksperyment lubelski
Eksperyment lubelski – eksperyment pedagogiczny będący kompleksem prac doświadczalnych z zakresu oświaty prowadzony w latach 1969–1974 na terenie ówczesnego województwa lubelskiego.
Sprowadzał się on do stosowania w wybranych szkołach założeń teoretycznych i rozwiązań praktycznych nowego systemu dydaktycznego. Doświadczenie te nie podlegały w skali województwa czy powiatów ścisłej weryfikacji, ponieważ przeprowadzono je w pojedynczych placówkach oświatowych (głównie na terenie powiatów puławskiego i opolskiego). Wszystkimi pracami badawczymi kierowała Wojewódzka Rada Postępu Pedagogicznego. Znaczącą rolę w pracach odegrali pracownicy Katedry Pedagogiki Uniwersytetu Marii Curie-Skłodowskiej w Lublinie, którą do 1970 kierował Konstanty Lech.